# Товар, Луис Пауло
Луис Пауло Невес Товар (порт.-браз. Luiz Paulo Neves Tovar; 19 сентября 1923, Витория — 28 ноября 2008, Рио-де-Жанейро) — бразильский футболист, нападающий.

## Карьера
Луис Пауло Товар родился в семье адвоката Жаира Товара и Эстер Невес. Помимо его, в семье был ещё один сын — Родриго Алберто Невес Товар, также ставший адвокатом. В молодости Луис Пауло выступал за любительский состав клуба «Ботафого», с которым три года подряд, с 1942 по 1944 год, становился чемпионом штата среди любительских команд. Тогда же Товар играл и за основной состав клуба, при этом не подписывая профессионального контракта. 9 мая 1943 года он забил первый мяч за клуб, поразив ворота «Сан-Кристована» в чемпионате города, а всего в составе «Ботафого» нападающий отличался 15 раз. В 1945 году он вошёл в совет клуба, а в начале 1946 года завершил карьеру. А в 1947 году, окончив медицинских факультет по специальности травматологии и ортопедии, стал работать в больницах Geral de Bonsucesso и Servidores do Estado, а также в бразильском отделении Красного Креста.
В некоторых источниках указано, что он был в составе сборной Бразилии на чемпионате Южной Америки 1945, но другие источники, в частности Rec.Sport.Soccer Statistics Foundation, это не подтверждают.

## Личная жизнь
Товар женился 2 марта 1963 года на Рут Нетто Жуниор.